# Carl August Pesch
Carl August Pesch (* 1735; † 27. Februar 1791 in Braunschweig) war ein deutscher Violinist und Komponist. 

## Leben
Über das Leben von Carl August Pesch sind nur wenige Daten bekannt. Nach 1760 trat er in den Dienst des Herzogs von Braunschweig, wo er bis zu seinem Tode als Konzertmeister tätig war. Er unterrichtete den Erbprinzen, den nachmaligen Herzog Karl Wilhelm Ferdinand, der seinerseits später als Förderer wichtig für die künstlerische Entwicklung des Braunschweigischen Violinisten und Komponisten Louis Spohr wurde.

## Werke
Carl August Pesch komponierte Sonaten für Violine und Bass, Sonaten für zwei Violinen und Bass, Duette für zwei Violinen, Violinkonzerte sowie eine Solosonate B-Dur für Violine allein.

## Ausgaben
- Sonate für Violine solo (B-Dur; Andantino – Allegro). Herausgegeben von Götz Bernau (mit ausführlichem Nachwort). Möseler Verlag, Wolfenbüttel 2008, DNB 989684997.